# Драга Јовановић
Драга Јовановић (Крагујевац, 16. октобар 1885 — 1975) била је српска књижевница. У својим делима истраживала је проблематику материнства, ванбрачне трудноће у традиционалном друштву, љубави, болести и смрти.

## Биографија
Рођена је 1885. године у Крагујевцу у занатској породици, од мајке Василије и оца Илије. Драга је имала брата Милоша који је преминуо у детињству и сестру Даницу. Од раног узраста, показује интересовање за науку и књиге.
Током студирања у Швајцарској време је проводила са књижевницима Јованом Дучићем и Томом Ускоковићем, а ту упознаје и будућег супруга, професора Панту Јовановића. Заједно су се преселили у Скопље, где су се венчали 1912. године и изродили троје деце.

## Образовање и рад
После основне школе похађала је Вишу женску школу у Крагујевцу (1896 — 1902), а потом гимназију у Београду, где је матурирала 1906. Након завршене гимназије добија стипендију за студије књижевности на Филозофском факултету у Женеви. Дипломирала је књижевност на универзитету у Женеви 1911. године. У Женеви осваја прву награду за психолошко-драмску поему „Ноћ у Венецији” (1911). Поема је написана поводом прославе 250 година од оснивања Женевског факултета. То је било први пут да један студент из иностранства добије ову награду.
По завршетку Првог светског рата, Драга Јовановић ради у Скопљу као професор у гимназији (1918 — 1921), а затим у трговачкој школи (1921 — 1925), те на трговачкој академији (1925 — 1931). Пензионисана је као инспектор Одељења за трговину и индустрију Вардарске бановине (1935).

## Критичка рецепција
Мотиви којима се Драга бави у својим делима препознати су као друштвено релевантни и после другог светског рата иако је већина њених романа била написана деценијама раније. Један од критичара наводи да је мотив ванбрачне трудноће "потпуно модеран и по композицији и по психологији жене која доживлјава ужасне часове". Када је реч о Драгином делу уопште, критичарка Јелена Реба сумира Драгин значај на следећи начин: 
"Гласови безимених жена из дела, у савременом добу, обремењеном искуством низа сукоба на простору Балкна, преносе узнемирујућу аксиому о рату као примарно женској трагедији. Њена улога је израз комплексних захтева да се бори, али и да сачува мирнодопски систем вредности, оличен у категоријама: дом и породица. Уметничка тежња Драге Јовановић је била да стратегије дате борбе и очувања вредности транспортује на раван књижевности из домена реалног женског искуства." 

## Радови

### Монографије
- Без имена, 1931.
- Сан летње ноћи; Ноћ у Венецији, 1933.
- Мученице и грешнице: слике из ропства, 1937.
- Мајка, 1960.
- Верин случај, 1963.
- Мозаик стварности и снова, 1965.
- Јесења ноћ; Зимска ноћ, 1966.

### Некњижна грађа
- Писмо Живку Милићевићу, 1938.